# Гіперпростір (екологія)
Гіперпростір (англ. hyperspace) — абстрактне поняття, синонім М-мірного простору, перенесене в фітоценологію з області математики. Цим терміном позначається область існування багатовимірних явищ, таких, як сукупність градієнтів екологічних факторів, часу, простору всередині екотопа одного біогеоценозу (гіперпростір внутрішньоценотичних екологічних ніш), місць існування ландшафту (гіперпростір місць існування), складна сукупність факторів диференціації ніш і розподілу видів по градієнтах місцеперебування (гіперпростір міжфітоценотичних ніш), число видів і їх кількісне співвідношення (гіперпростір композиційний).
Усередині гіперпростіру виділяються гіпероб'єми, тобто його частини, що припадають на один вид, нішу, місцепроживання або угруповання. Для вимірювання подібності та відмінності гіпероб'ємів можуть застосовуватися різні показники (див. Коефіцієнти подібності, міра відстані Евкліда, міра відстані Махаланобіса та ін.).